# Kærlighed og straf
Kærlighed og straf er det tiende studiealbum fra danske Love Shop, bestående af sanger og sangskriver Jens Unmack. Albummet udkom den 20. oktober 2014 på A:larm Music og Universal Music. Forud for udgivelsen kunne albummet streames via WiMP fra den 16. oktober. Titlen Kærlighed og straf er ifølge pladeselskabet en "dualistisk titel der også præger tekstuniverset på hele albummet. De sociale konkrakter, de menneskelige forhold, parforholdets forventninger, der tiltrækker, binder og til sidst kan frastøde". Albummet er ligesom de to foregående produceret af Mikkel Damgaard, der har fungeret som keyboardspiller i bandet siden Det løse liv (1999). "I morgen" udkom som albummets første single den 25. august 2014.

## Modtagelse
Albummet blev godt modtaget af anmelderne, der mener at bandet bibeholder dets lyd til trods for, at Jens Unmack er det eneste oprindelige medlem. Dagbladet Information beskrev Unmacks tekster som "helt oppe i toppen af poppen", men kritiserede melodierne der ifølge anmelderen ikke "lever op til orkesterets egen standard". Ekstra Bladets anmelder var ligeledes begejstret for teksterne og kaldte Unmack for "sin generations bedste tekstforfatter". Mest kritisk var anmeldelsen i Jyllands-Posten hvor det bl.a. konkluderes, at albummet er "stilrent og med vanlig poetisk ambition, men syng-med-faktoren er lav" og at "pessimismen flyder tæt, melodierne gør det ikke i samme grad".

## Spor
Alt tekst skrevet af Jens Unmack. 
| #   | Titel                              | Musik            | Længde |
| --- | ---------------------------------- | ---------------- | ------ |
| 1.  | "Bellavista regn"                  | Unmack           | 4:19   |
| 2.  | "I morgen"                         | Mikkel Damgaard  | 3:36   |
| 3.  | "Hugorm"                           | Unmack           | 5:04   |
| 4.  | "Nede ved floden"                  | Unmack           | 4:06   |
| 5.  | "Danmark Bye-Bye"                  | Unmack           | 4:26   |
| 6.  | "Den længste drøm er alt for kort" | Damgaard         | 5:32   |
| 7.  | "Tåreflammer ned"                  | Unmack           | 4:12   |
| 8.  | "24/7"                             | Unmack           | 3:47   |
| 9.  | "Evaklubben"                       | Damgaard         | 4:48   |
| 10. | "Du kyssede morgenlyset bort"      | Unmack           | 3:35   |
| 11. | "Mesteren"                         | Damgaard, Unmack | 5:35   |

## Medvirkende
- Jens Unmack – musik, tekst
- Mikkel Damgaard – musik, keyboard, klaver, kor, tamburin, producer
- Mika Vandborg – guitar
- Nis Tyrrestrup – bas
- Thomas Duus – trommer
- Morten Woods – akustisk guitar
- Stine Hjelm – stemme
- Michael Møller – stemme
- Frank Birch Pontoppidan – mixer
- Mads Mølgård Helbæk – indspilning af trommer og bas
- Björn Engelmann – mastering

## Hitlister

### Ugentlige hitlister
| Hitliste (2014) | Højeste placering |
| --------------- | ----------------- |
| Danmark         | 3                 |

### Årslister
| Hitliste (2014) | Placering |
| --------------- | --------- |
| Danmark         | 79        |